# This House Is Not For Sale
This House Is Not For Sale es el decimocuarto álbum de estudio de la banda de rock estadounidense Bon Jovi, que fue publicado el 4 de noviembre de 2016, bajo el sello discográfico Island Records.

## Historia
El 18 de noviembre de 2014, en una entrevista con Pierre Robert de la cadena de radio WMMR-FM, Jon Bon Jovi dijo que había empezado a trabajar en nuevas canciones para el próximo álbum de Bon Jovi. Jon explicó: "Sólo estoy empezando, pero tengo un par de canciones y '15 será de alrededor de grabación y en '16 Voy a poner algo". También confirmó que el guitarrista Richie Sambora dejó la banda. También dijo que las puertas están abiertas para él si quiere volver a la banda, pero él piensa que eso es imposible. Jon dijo: "yo estaría en apuros para [le permita regresar], también lo haría David, también lo haría Tico Sería mucho por nosotros [que le permita volver] Después de un año y medio y que.. perder 80 espectáculos ... no creo que eso sea posible. " En la edición de febrero de 2015 de la revista People Jon dijo que alrededor de 12 canciones fueron escritas y que la inspiración para escribir las canciones salieron de la lectura de los periódicos. en abril el año 2015 Jon firmó un acuerdo de gestión con Irving Azoff, que representará a Bon Jovi en todas las áreas.
El 21 de agosto el año 2015 Bon Jovi lanzó el álbum Burning Bridges; un álbum grabado especialmente para los aficionados y también para acompañar el Bon Jovi en vivo! gira asiática. Incluye canciones que nunca fueron terminadas, canciones que estaban terminadas, pero nunca fueron lanzadas, y un par de nuevas canciones. Jon dijo sobre el álbum: "Es una especie de una pista sobre dónde vamos musicalmente" Con este álbum, la banda también llegó a la conclusión de su relación de 32 años con Mercury Records.. Las razones para abandonar la etiqueta se describen en la última canción del disco Burning Bridges. Jon dijo: "... Esto le pega bien de la cabeza y le dice lo que sucedió escuchar la letra, ya que explica exactamente lo que sucedió y eso es todo"
El 30 de septiembre de 2015, en una entrevista para un star2.com, Jon confirmó que el álbum va a ser llamado esta casa no está en venta que describe el álbum como "realmente está pasando de nuevo al principio". Al describir el álbum, también dijo: " Este disco es acerca de nuestros asuntos de integridad integridad y estamos en una etapa de nuestra carrera en la que no tenemos nada que demostrar Algunas canciones tienen un poco más de la 'chips.. el sonido de mi hombro ", que está bien para que tengamos en este momento". [6] Letras en la charla acerca de las dificultades álbum Jon se encontraron con más de 2014 a 2015. Jon explica: "Una gran cantidad sucedido repentina partida de Richie, mi tratando de comprar los [Buffalo] Bills y ahora esto con la etiqueta tengo mucho material para escribir sobre Créeme, el nuevo disco es bueno, es algo que vamos a ser muy orgullosos en la primavera, cuando lo ponemos a cabo".
En marzo de 2016, durante un concierto en solitario en Nashville, Jon confirmó que el álbum está terminado y que está siendo mezclado. También confirmó que el álbum será lanzado en el otoño de 2016, y que la banda va a ir de gira alrededor de febrero de 2017. En cuanto a la próxima gira, Jon dijo:. "No me abrace a ella que no quiero leerlo en Internet: 'Jon dijo Julio' Creo que sólo depende de la salud de todos y el bienestar en el que el tiempo ". Durante el concierto, que también confirmó que la banda ha vuelto a su sello Mercury Records desde hace mucho tiempo diciendo que "sobrios".
El 25 de mayo de 2016, Bon Jovi ha anunciado a través de las redes sociales y su página web que se terminó el álbum. Más tarde, el 5 de agosto se anunció oficialmente que el primer sencillo, que es del mismo título como el álbum, sería lanzado el 12 de agosto, el día del lanzamiento del sencillo se anunció que el disco saldrá a la venta el 4 de noviembre de 2016.
La página web Metacritic, que asigna una calificación sobre 100 a las opiniones de los principales críticos de la corriente musical actual. El álbum ha recibido una puntuación media de 59 sobre 100 con críticas promedio mixtas sobre la base de 5 revisiones. Stephen Thomas Erlewine, de AllMusic, dijo que "Bon Jovi y Shanks no han hecho mucho para refrescar el sonido de la banda, no toman en consideración las tendencias musicales de los últimos años, pero ese desafío a fuego lento significa que este es el álbum más animado de la banda en la última década". Dave Simpson de The Guardian declaró que el álbum "no rompe la vieja fórmula" y que "todavía hay canciones de rock listos para entonar en grandes estadios y coros alegres". Andy Gill de The Independiente opina que "las cómodas simplicidades vendidas en temas como Knockout ofrecen el equivalente a un rock tipo Donald Trump, sin llegar a ser demasiado específico el estilo musical del disco." Emma Johnston de Classic Rock dijo que "This House Is Not for sale no es una obra maestra y mientras que la pista que da nombre al título del álbum es un tema rock duro sonicamente punzante que los eleva a su apogeo, sin embargo la mayor parte del disco se compone de canciones que no se encumbran dentro del género del Hard rock".
Andy McDonald de "Drowned in Sound" dio una calificación al álbum de 5 sobre 10, opina que "El sonido de Arena rock que se ejecuta a través de la música moderna le debe algo a Bon Jovi, este disco tiene mucha influencia de sus álbumes recientes de rock con cargas interminables de estadio con líneas de guitarra demasiado improvisadas que hacen las bandas cuando quieren sonar grandes, sin que el sonido sea perfecto. "

## Lista de canciones
| N.º   | Título                       | Escritor(es)                                 | Duración |  |
| 1.    | «This House Is Not For Sale» | Jon Bon Jovi, John Shanks, Billy Falcon      | 3:34     |  |
| 2.    | «Living With The Ghost»      | Jon Bon Jovi                                 | 4:44     |  |
| 3.    | «Knockout»                   | Jon Bon Jovi, John Shanks                    | 3:29     |  |
| 4.    | «Labor Of Love»              | Jon Bon Jovi, John Shanks, Billy Falcon      | 5:03     |  |
| 5.    | «Born Again Tomorrow»        | Jon Bon Jovi, John Shanks, Billy Falcon      | 3:33     |  |
| 6.    | «Rollercoaster»              | Jon Bon Jovi, Chris DeStefano, Ashley Gorley | 3:40     |  |
| 7.    | «New Year's Day»             | Jon Bon Jovi, Billy Falcon                   | 4:27     |  |
| 8.    | «The Devil's In The Temple»  | Jon Bon Jovi, Billy Falcon                   | 3:19     |  |
| 9.    | «Scars On This Guitar»       | Jon Bon Jovi, Billy Falcon, Brett James      | 5:05     |  |
| 10.   | «God Bless This Mess»        | Jon Bon Jovi                                 | 3:23     |  |
| 11.   | «Reunion»                    | Jon Bon Jovi                                 | 4:14     |  |
| 12.   | «Come On Up To Our House»    | Jon Bon Jovi, John Shanks                    | 4:35     |  |
| 49:08 |                              |                                              |          |  |

| Edición de lujo (Internacional) |                         |                                         |          |  |
| N.º                             | Título                  | Escritor(es)                            | Duración |  |
| 13.                             | «Real Love»             | Jon Bon Jovi, Billy Falcon              | 4:34     |  |
| 14.                             | «All Hail the King»     | Jon Bon Jovi, Chris DeStefano           | 4:54     |  |
| 15.                             | «We Don't Run»          | Jon Bon Jovi, John Shanks               | 3:18     |  |
| 16.                             | «I Will Drive You Home» | Jon Bon Jovi, Billy Falcon, Luke Laird  | 4:42     |  |
| 17.                             | «Goodnight New York»    | Jon Bon Jovi, John Shanks, Billy Falcon | 3:52     |  |

| Edición de lujo (Norteamérica) |                                               |                               |          |  |
| N.º                            | Título                                        | Escritor(es)                  | Duración |  |
| 13.                            | «Real Love»                                   | Jon Bon Jovi, Billy Falcon    | 4:34     |  |
| 14.                            | «All Hail the King»                           | Jon Bon Jovi, Chris DeStefano | 4:54     |  |
| 15.                            | «We Don't Run»                                | Jon Bon Jovi, John Shanks     | 3:18     |  |
| 16.                            | «Color Me In» (Solo en la edición de Walmart) | Jon Bon Jovi, Billy Falcon    | 4:02     |  |

| Edición de lujo (Japón) |                         |                                         |          |  |
| N.º                     | Título                  | Escritor(es)                            | Duración |  |
| 13.                     | «Real Love»             | Jon Bon Jovi, Billy Falcon              | 4:34     |  |
| 14.                     | «All Hail the King»     | Jon Bon Jovi, Chris DeStefano           | 4:54     |  |
| 15.                     | «We Don't Run»          | Jon Bon Jovi, John Shanks               | 3:18     |  |
| 16.                     | «I Will Drive You Home» | Jon Bon Jovi, Billy Falcon, Luke Laird  | 4:42     |  |
| 17.                     | «Goodnight New York»    | Jon Bon Jovi, John Shanks, Billy Falcon | 3:52     |  |
| 18.                     | «Touch Of Grey»         | Jon Bon Jovi, Billy Falcon, Brett James | 4:06     |  |

### Reedición de 2018
| N.º   | Título            | Escritor(es)                      | Duración |  |
| 13.   | «When We Were Us» | Jon Bon Jovi, Phil X, John Shanks | 3:34     |  |
| 14.   | «Walls»           | Jon Bon Jovi, Phil X, John Shanks | 3:37     |  |
| 56:29 |                   |                                   |          |  |

| Edición japonesa de lujo de 2018 (disco 1 - CD) |                              |                                              |          |  |
| N.º                                             | Título                       | Escritor(es)                                 | Duración |  |
| 1.                                              | «When We Were Us»            | Jon Bon Jovi, Phil X, John Shanks            | 3:34     |  |
| 2.                                              | «Walls»                      | Jon Bon Jovi, Phil X, John Shanks            | 3:37     |  |
| 3.                                              | «This House Is Not For Sale» | Jon Bon Jovi, John Shanks, Billy Falcon      | 3:34     |  |
| 4.                                              | «Living With The Ghost»      | Jon Bon Jovi                                 | 4:44     |  |
| 5.                                              | «Knockout»                   | Jon Bon Jovi, John Shanks                    | 3:29     |  |
| 6.                                              | «Labor Of Love»              | Jon Bon Jovi, John Shanks, Billy Falcon      | 5:03     |  |
| 7.                                              | «Born Again Tomorrow»        | Jon Bon Jovi, John Shanks, Billy Falcon      | 3:33     |  |
| 8.                                              | «Rollercoaster»              | Jon Bon Jovi, Chris DeStefano, Ashley Gorley | 3:40     |  |
| 9.                                              | «New Year's Day»             | Jon Bon Jovi, Billy Falcon                   | 4:27     |  |
| 10.                                             | «The Devil's In The Temple»  | Jon Bon Jovi, Billy Falcon                   | 3:19     |  |
| 11.                                             | «Scars On This Guitar»       | Jon Bon Jovi, Billy Falcon, Brett James      | 5:05     |  |
| 12.                                             | «God Bless This Mess»        | Jon Bon Jovi                                 | 3:23     |  |
| 13.                                             | «Reunion»                    | Jon Bon Jovi                                 | 4:14     |  |
| 14.                                             | «Come On Up To Our House»    | Jon Bon Jovi, John Shanks                    | 4:35     |  |
| 15.                                             | «Real Love»                  | Jon Bon Jovi, Billy Falcon                   | 4:34     |  |
| 16.                                             | «All Hail the King»          | Jon Bon Jovi, Chris DeStefano                | 4:54     |  |
| 17.                                             | «We Don't Run»               | Jon Bon Jovi, John Shanks                    | 3:18     |  |
| 18.                                             | «I Will Drive You Home»      | Jon Bon Jovi, Billy Falcon, Luke Laird       | 4:42     |  |
| 19.                                             | «Goodnight New York»         | Jon Bon Jovi, John Shanks, Billy Falcon      | 3:52     |  |
| 20.                                             | «Touch Of Grey»              | Jon Bon Jovi, Billy Falcon, Brett James      | 4:06     |  |

| Edición japonesa de lujo de 2018 (disco 2 - DVD) |                                     |          |  |
| N.º                                              | Título                              | Duración |  |
| 1.                                               | «This House Is Not For Sale (Live)» |          |  |
| 2.                                               | «Livin' On A Prayer (Live)»         |          |  |
| 3.                                               | «Bed Of Roses (Live)»               |          |  |
| 4.                                               | «When We Were Us (Music Video)»     |          |  |
| 5.                                               | «Roller Coaster (Music Video)»      |          |  |
| 6.                                               | «Knockout (Music Video)»            |          |  |

## Posicionamiento en listas
| Lista (2016-2018)                          | Posición |
| ------------------------------------------ | -------- |
| Alemania (Offizielle Top 100)              | 3        |
| Australia (ARIA)                           | 1        |
| Austria (Ö3 Austria Top 40)                | 1        |
| Bélgica (Ultratop Flandes)                 | 9        |
| Bélgica (Ultratop Valonia)                 | 33       |
| Brasil (Pro-Música Brasil)                 | 9        |
| Canadá (Billboard)                         | 3        |
| España (PROMUSICAE)                        | 2        |
| Estados Unidos (Billboard 200)             | 1        |
| Estados Unidos (Billboard Top Rock Albums) | 1        |
| Finlandia (SVL)                            | 10       |
| Francia (SNEP)                             | 53       |
| Grecia (IFPI)                              | 29       |
| Global (IFPI)                              | 1        |
| Hungría (MAHASZ)                           | 11       |
| Irlanda (Irish Albums Chart)               | 7        |
| Italia (FIMI)                              | 6        |
| Japón (Oricon Albums Chart)                | 6        |
| Nueva Zelanda (RIANZ)                      | 20       |
| Países Bajos (Dutch Charts)                | 8        |
| Polonia (ZPAV)                             | 34       |
| Portugal (AFP)                             | 4        |
| Reino Unido (UK Albums Chart)              | 5        |
| Suecia (Sverigetopplistan)                 | 10       |
| Suiza (Schweizer Hitparade)                | 2        |

| Lista (2016)                               | Posición |
| ------------------------------------------ | -------- |
| Alemania (GfK Entertainment)               | 65       |
| Australia (ARIA)                           | 71       |
| Austria (Ö3 Austria)                       | 46       |
| Bélgica (Ultratop Flandes)                 | 169      |
| España (PROMUSICAE)                        | 61       |
| Estados Unidos (Billboard Top Rock Albums) | 22       |
| Global (IFPI)                              | 43       |
| Suiza (Schweizer Hitparade)                | 80       |
| Lista (2018)                               | Posición |
| Estados Unidos (Billboard Top Rock Albums) | 52       |

## Certificaciones
| País                                      | Certificación | Ventas por certificado |
| ----------------------------------------- | ------------- | ---------------------- |
| Australia (ARIA)                          | Oro           | 35.000                 |
| Austria (IFPI Austria)                    | Oro           | 7.500                  |
| Reino Unido (BPI)                         | Plata         | 60.000                 |
| Ventas totales por certificación: 102.500 |               |                        |